# حسن کمال
حسن کمال (انگلیسی: Hassan Kamal؛ زادهٔ ۱ ژوئیهٔ ۱۹۶۴) بازیکن فوتبال اهل عراق بود.
وی همچنین در تیم ملی فوتبال عراق بازی کرده‌است.